# Bob Hughes
Bob Hughes is een personage uit de Amerikaanse soap As the World Turns. Hij wordt al sinds 1960 gespeeld door Don Hastings.